# 吉井亮雄
吉井 亮雄（よしい あきお, 1953年 - ）は、日本のフランス文学者。九州大学名誉教授。専門はフランス近現代文学、特にアンドレ・ジッド､ ｢新フランス評論｣。

## 経歴
東京大学文学部卒業、京都大学大学院文学研究科博士後期課程研究指導認定退学、パリ第4大学第3課程修了。京都大学文学部助手、北海道大学言語文化部助教授を経て、1989年、九州大学文学部助教授、2003年、同大学院人文科学研究院教授、2019年定年退任、九州大学名誉教授。
非常勤講師として京都大学・大阪大学・島根大学・岡山大学・広島大学・山口大学・高知大学・熊本大学・東京都立大学に出講（いずれも集中講義)。2009-2010年、パリ第３大学客員研究員。
1987年『アンドレ・ジッド「放蕩息子の帰宅」校訂版』でパリ第4大学博士、2018年『ジッドとその時代』で大阪大学博士。
1994年、第1回日本フランス語フランス文学会奨励賞受賞。
1990年より九州大学フランス語フランス文学研究会の代表として、研究誌「ステラ Stella」を編集・刊行。

## 著書
- Bibliographie chronologique des livres consacrés à André Gide (1918-2020). Nouv. éd. revue, complétée et mise à jour. Publications de l'Association des Amis d'André Gide, 2021, 178 pp.[1]
- 『ジッドとその時代』九州大学出版会、2019年、674頁。博士論文 (2018年) の公刊版.[2][3]
- La Phalange. Table et index (1906-1914). [En collab. avec Claude Martin]. Publications de l'Association des Amis d'André Gide, 2014, 246 pp.[4]
- André Gide - Paul Fort, Correspondance (1893-1934). Centre d'Études Gidiennes, 2012, 94 pp.[5]
- Bibliographie chronologique des livres consacrés à André Gide (1918-2008). [En collab. avec Claude Martin]. Centre d'Études Gidiennes, 2009, 140 pp.[6]
- André Gide, Le Retour de l'Enfant prodigue. Édition critique. Presses Universitaires du Kyushu, 1992, 266 pp.[7][8]

## 論文
- CiNii
- 九州大学学術リポジトリ

## 翻訳
- クロード・マルタン『アンドレ・ジッド』九州大学出版会、2003年、272頁。